# Посольство Литвы в Эстонии
Посольство Республики Литва в Эстонии (лит. Lietuvos Respublikos ambasada Estijos Respublikoje) — литовское дипломатическое представительство, расположенное в Таллине, Эстония.
В консульский округ Посольства входит вся территория Эстонии.
Должность Чрезвычайного и Полномочного Посла с 2017 года занимает Гедрюс Апуокас — литовский кадровый дипломат, выпускник факультета вычислительной математики и кибернетики МГУ (1980), кавалер рыцарского креста ордена «За заслуги перед Литвой» (2003).

## История
Дипломатические отношения между современными Литвой и Эстонией были установлены 5 октября 1991 года. С 1991 по 1993 год дипломатическую миссию Литвы в Эстонии возглавлял Сигитас Кудараускас (лит. Sigitas Kudarauskas).
Помимо посольства, на территории Эстонии, в Тарту, действует почётное консульство Литовской Республики.